# العلاقات الألمانية الصومالية
العلاقات الألمانية الصومالية هي العلاقات الثنائية التي تجمع بين ألمانيا والصومال.

## مقارنة بين البلدين
هذه مقارنة عامة ومرجعية للدولتين:
| وجه المقارنة                                              | ألمانيا                                                                              | الصومال                        |
| --------------------------------------------------------- | ------------------------------------------------------------------------------------ | ------------------------------ |
| المساحة (كم2)                                             | 357.41 ألف                                                                           | 637.66 ألف                     |
| عدد السكان (نسمة)                                         | 81.29 مليون                                                                          | 14.74 مليون                    |
| الكثافة السكانية (ن./كم²)                                 | 227.44                                                                               | 23.12                          |
| العاصمة                                                   | بون، برلين                                                                           | مقديشو                         |
| اللغة الرسمية                                             | اللغة الألمانية                                                                      | اللغة الصومالية، اللغة العربية |
| العملة                                                    | يورو، مارك ألماني                                                                    | شلن صومالي                     |
| الناتج المحلي الإجمالي (بليون دولار)                      | 3.68 تريليون                                                                         | 7.37 مليار                     |
| الناتج المحلي الإجمالي (تعادل القوة الشرائية) بليون دولار | 3.92 تريليون                                                                         |                                |
| الناتج المحلي الإجمالي الاسمي للفرد دولار أمريكي          | 41.31 ألف                                                                            | 549                            |
| الناتج المحلي الإجمالي للفرد دولار أمريكي                 | 46.40 ألف                                                                            |                                |
| مؤشر التنمية البشرية                                      | 0.926                                                                                |                                |
| رمز المكالمات الدولي                                      | +49                                                                                  | +252                           |
| رمز الإنترنت                                              | .de                                                                                  | .so                            |
| المنطقة الزمنية                                           | توقيت وسط أوروبا، ت ع م+01:00، ت ع م+02:00، توقيت أوروبا الوسطى المعياري (ت غ م +1) ‏ | ت ع م+03:00                    |

## منظمات دولية مشتركة
يشترك البلدان في عضوية مجموعة من المنظمات الدولية، منها:
| علم المنظمة | اسم المنظمة                               | تاريخ انضمام ألمانيا | تاريخ انضمام الصومال |
| ----------- | ----------------------------------------- | -------------------- | -------------------- |
|             | مؤسسة التمويل الدولية                     | 20 يوليو 1956        | 31 أغسطس 1962        |
|             | منظمة حظر الأسلحة الكيميائية              | 29 أبريل 1997        | ?                    |
|             | يونسكو                                    | 11 يوليو 1951        | 15 نوفمبر 1960       |
|             | البنك الإفريقي للتنمية                    | ?                    | ?                    |
|             | الاتحاد الدولي للاتصالات                  | 1866                 | 28 سبتمبر 1962       |
|             | الأمم المتحدة                             | 18 سبتمبر 1973       | 20 سبتمبر 1960       |
|             | منظمة الشرطة الجنائية الدولية             | ?                    | ?                    |
|             | البنك الدولي للإنشاء والتعمير             | 14 أغسطس 1952        | 31 أغسطس 1962        |
|             | الاتحاد البريدي العالمي                   | 1 يوليو 1875         | ?                    |
|             | مؤسسة التنمية الدولية                     | 24 سبتمبر 1960       | 31 أغسطس 1962        |
|             | الفريق المعني برصد الأرض                  | ?                    | ?                    |
|             | المركز الدولي لتسوية المنازعات الاستشارية | 18 مايو 1969         | 30 مارس 1968         |

## وصلات خارجية
- موقع وزارة الخارجية الألمانية
- موقع وزارة الخارجية الصومالية